# Natten och staden (film, 1992)
Natten och staden (eng. Night and the City) är en amerikansk långfilm från 1992 i regi av Irwin Winkler, med Robert De Niro, Jessica Lange, Cliff Gorman och Alan King i rollerna. Filmen är en nyinspelning på film noir-klassikern Natten och staden (1950) som i sin tur byggde på Gerald Kershs roman med samma namn från 1938.

## Handling
Den nerdankade New York-advokaten Harry Fabian fastnar i sina egna skumraskaffärer. Först upprör han den lokala gangstern och boxing-promotrn Ira "Boom Boom" Grossman genom att utan orsak stämma en av hans boxare. Sen förvärrar han situationen genom att tillsammans med Boom Booms brorsa, den fd boxaren Al Grossman, försöka promota boxning själv.
Harrys skulder växer vilket tvingar honom att ut lån hos lånehajen Mr Peck och hos barägaren Phil Nassaro. Nassaro hatar i hemlighet Harry på grund av dennes affär med Nassaros fru. Allt går bara mer och mer fel för Harry.

## Rollista
| Robert De Niro | – Harry Fabian        |
| Jessica Lange  | – Helen Nasseros      |
| Alan King      | – Boom Boom; Grossman |
| Jack Warden    | – Al Grossman         |
| Cliff Gorman   | – Phil Nasseros       |
| Eli Wallach    | – Peck                |
| Barry Primus   | – Tommy Tessler       |
| Henry Milligan | – Cotton              |